# 델링그
델링그(고대 노르드어: Dellingr)는 노르드 신화의 신이다. 《고 에다》에 따르면 그는 낮이 의인화된 신 다그의 아비이다. 또 《신 에다》에서는 델링그가 밤이 의인화된 여신 노트의 세 번째 남편 또는 대지가 의인화된 여신 요르드의 남편이라고 한다. 신화학자들은 델링그가 의인화된 새벽이라고 해석한다.

## 같이 보기
- 에오스트레